# Rangiroa

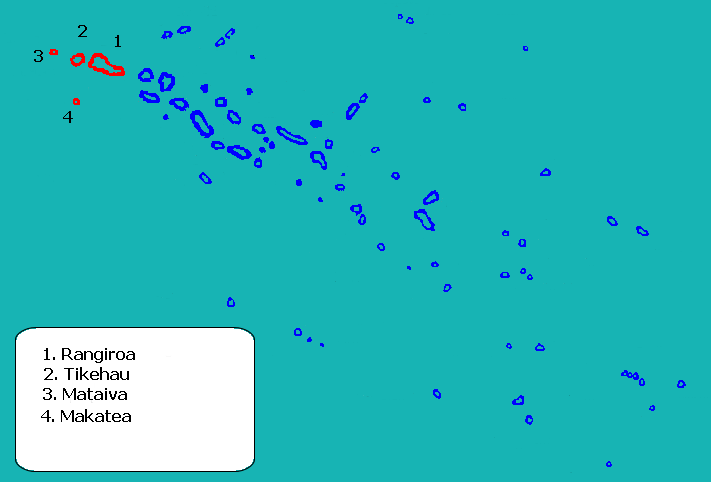
Localização do Atol de Rangiroa (1) na comuna de Rangiroa

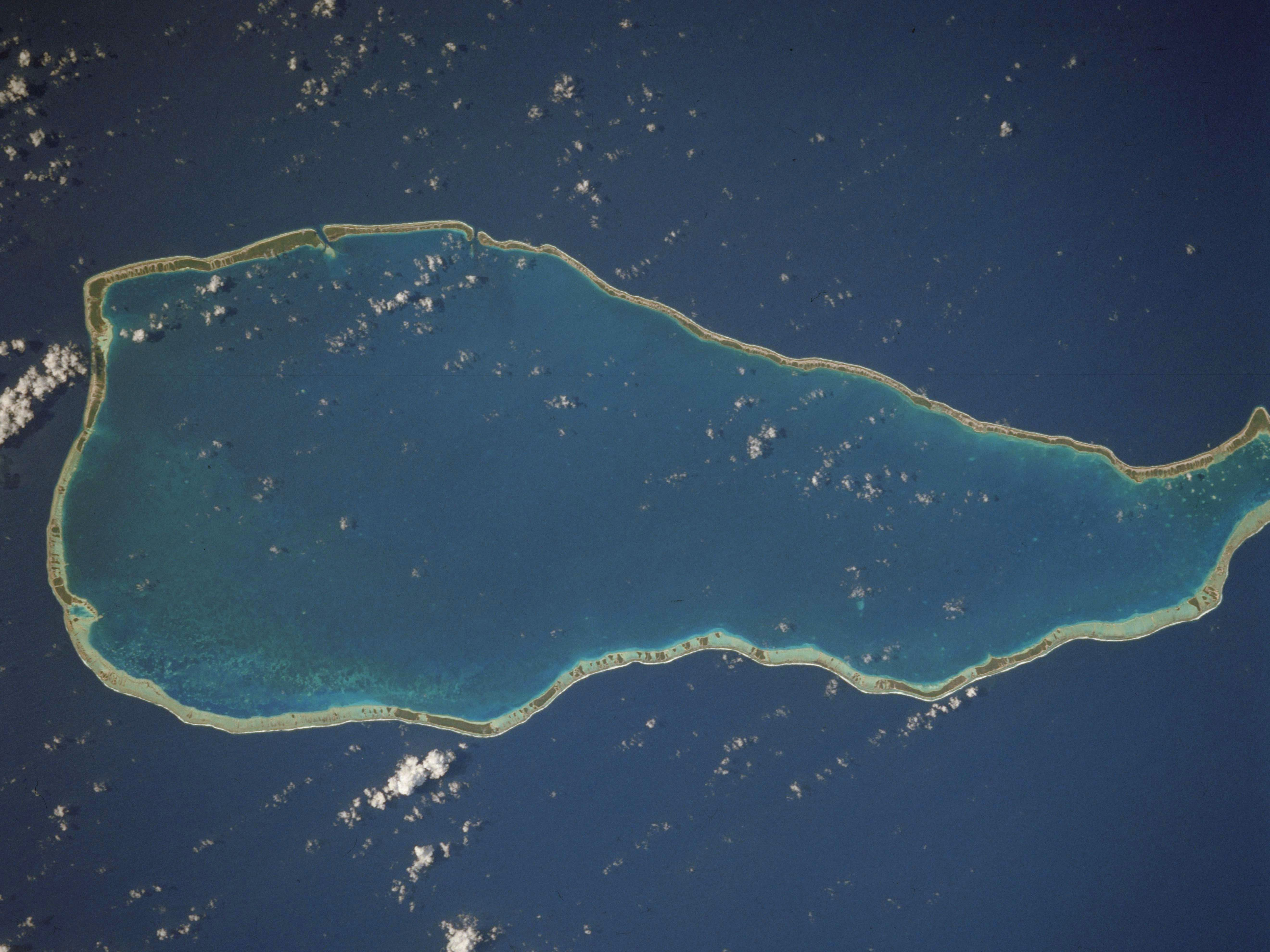
Rangiroa vista de satélite

Rangiroa (no dialeto local Ragiroa ou Ra'iroa - que significa «céu imenso» ou «vasto céu») é um atol do arquipélago de Tuamotu, na Polinésia Francesa. Está situado a noroeste do arquipélago, a 350 km do Taiti.
É um dos maiores atóis do mundo, com uma superfície total de 1640 km², e uma lagoa de 78 km de largura com uma profundidade entre 20 e 35 m. O recife é composto por 241 ilhéus e restingas de uma largura entre 300 e 600 m. Apenas quatro passos separam o oceano da lagoa. Os dois atóis mais importantes são a norte o de Avatoru e o de Tiputa que concentram a maior parte da população. Sendo Avatoru, com 2145 habitantes (censo de 1996), o atol mais povoado de Tuamotu. A população vive do turismo, da pesca e do cultivo de pérolas negras.

## História
Provavelmente Rangiroa foi povoada no século XVII. Em 1616 chegaram os neerlandeses Le Maire e Schouten, chamando ao atol de Ilha das Moscas (Uliegen Eylandt). Em 1770 os habitantes dessas ilhas sofreram uma severa derrota frente aos guerreiros da vizinha Anaa, ficando a ilha despovoada depois do massacre e do exílio, e só quarenta anos depois voltou a ser repovoada. Os primeiros europeus a instalarem-se foram uns missionários católicos em 1851. Estes desenvolveram a plantação de coqueiros e os habitantes trabalharam na indústria da copra (polpa de côco seco).
Outros nomes históricos são: Vavaunui, Deans, Nairsa e Prince of Wales.

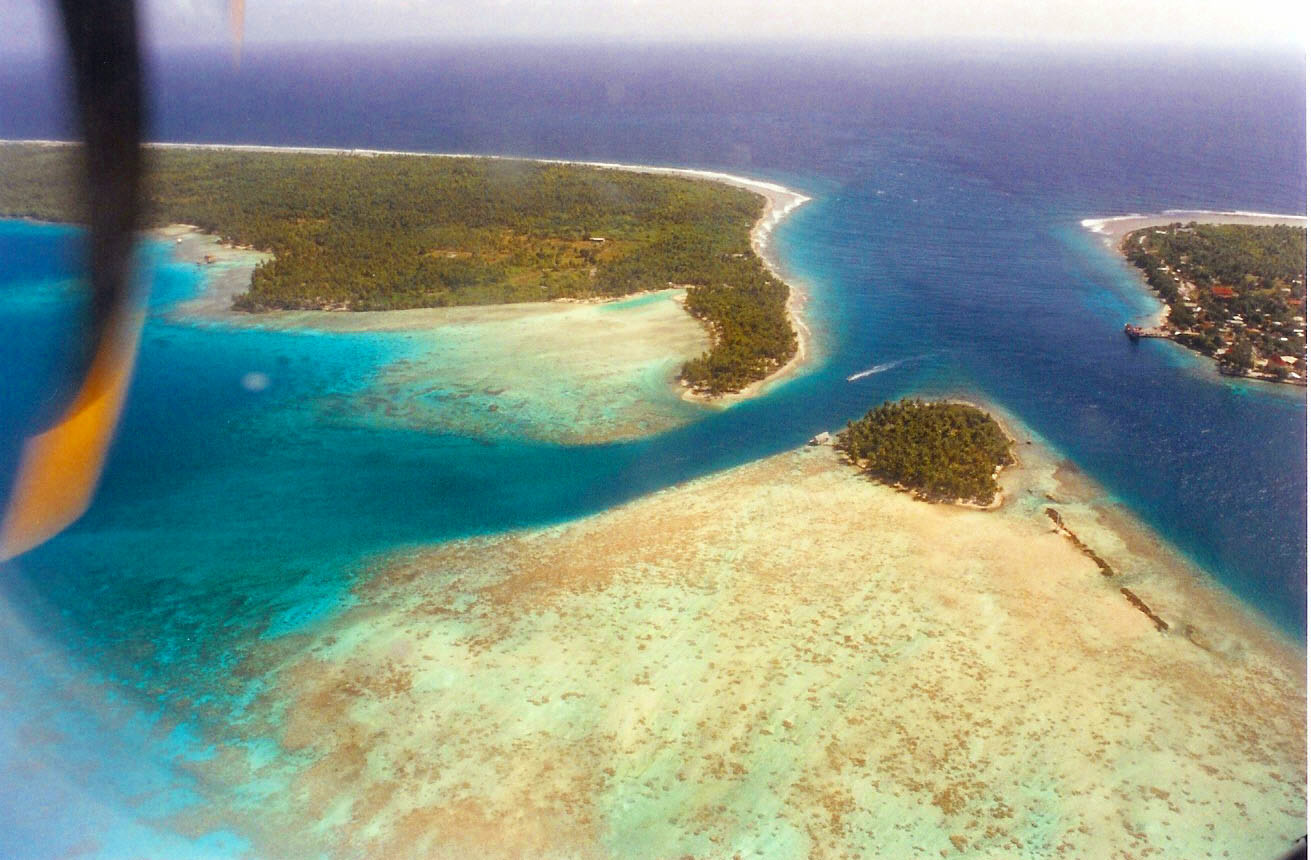
Avatoru, em Rangiroa
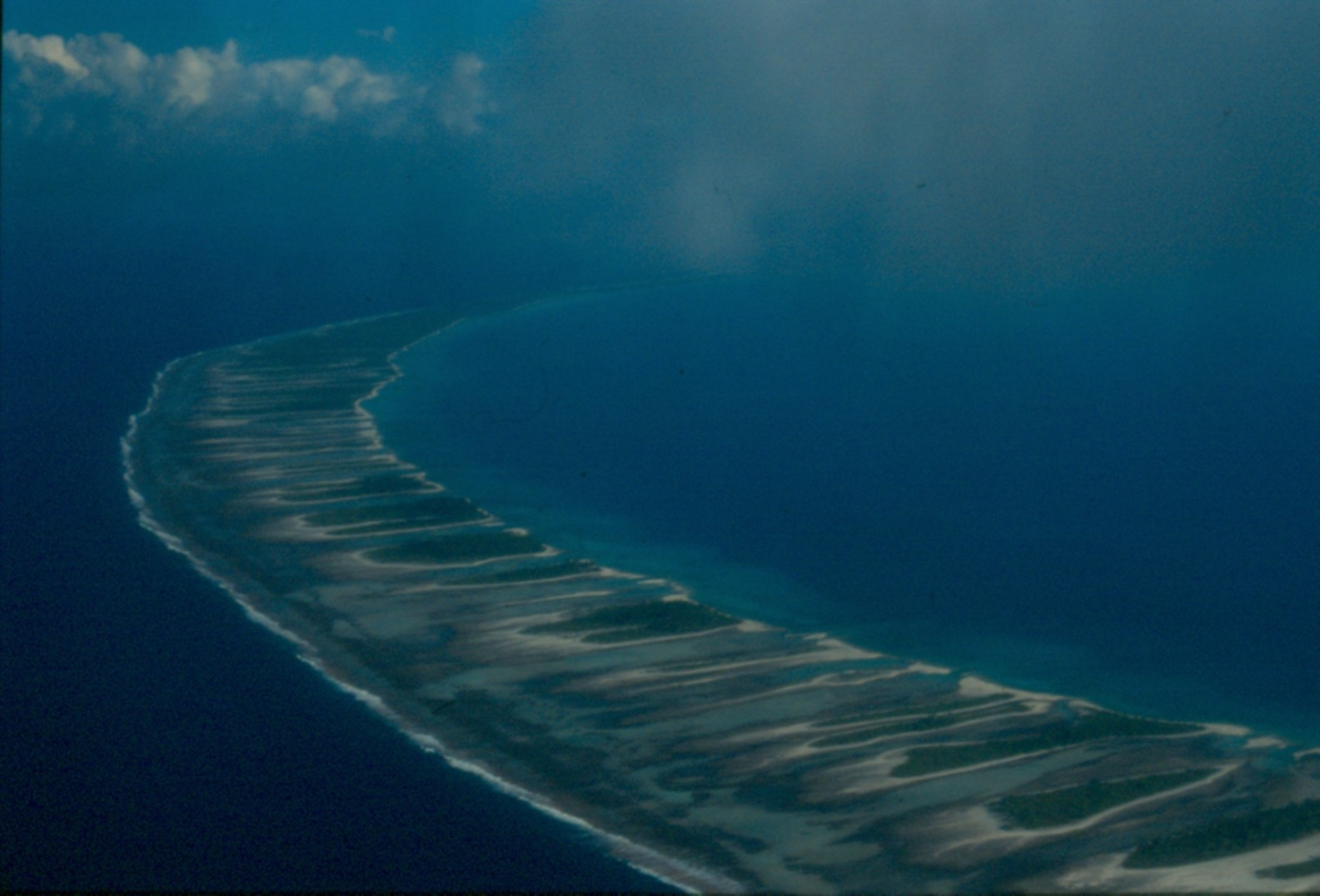
Rangiroa
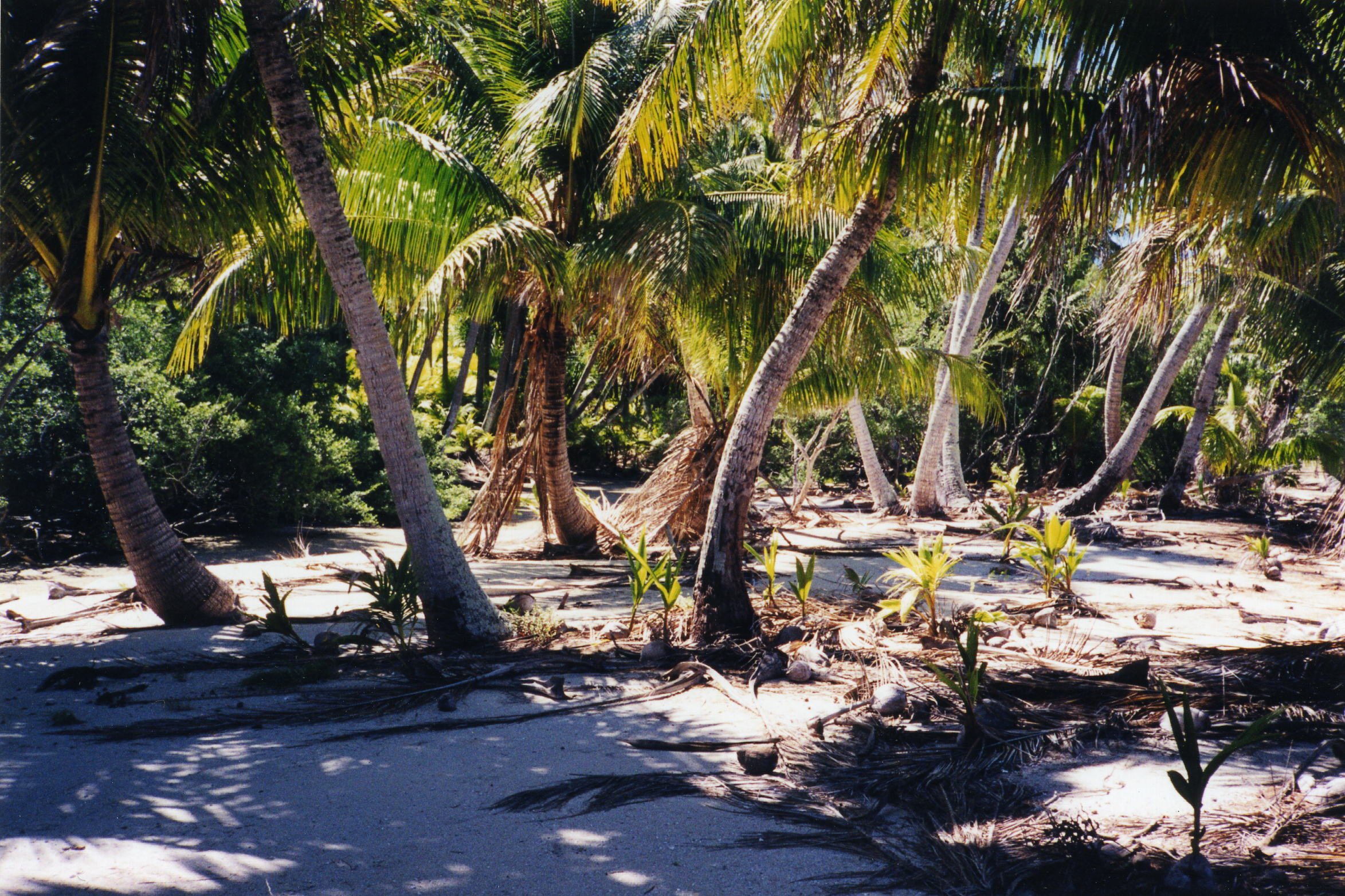
Laguna de Rangiroa

## Turismo
A construção de um aeroporto, em 1965 de 2100 m de pista, facilitou a chegada de turistas. Uma das principais atrações é a prática do mergulho desportivo, que deve-se essencialmente à rica fauna marinha de onde se destacam as raias, os golfinhos e os tubarões.

## Administração
A Comuna de Rangiroa, tem como capital e centro administrativo da comuna Avatoru, que inclui, além de Rangiroa, as comunas associadas de Mataiva, Tikehau e Makatea.
| Atol     | Capital    | Habitantes censo 1996 | Superfície km²; |
| -------- | ---------- | --------------------- | --------------- |
| Rangiroa | Avatoru    | 2145                  | 79              |
| Tikehau  | Tuherahera | 409                   | 20              |
| Mataiva  | Pahua      | 227                   | 25              |
| Makatea  | Moumu      | 84                    | 30              |
| TOTAL    | Avatoru    | 2865                  | 154             |